# Park Slope Food Coop

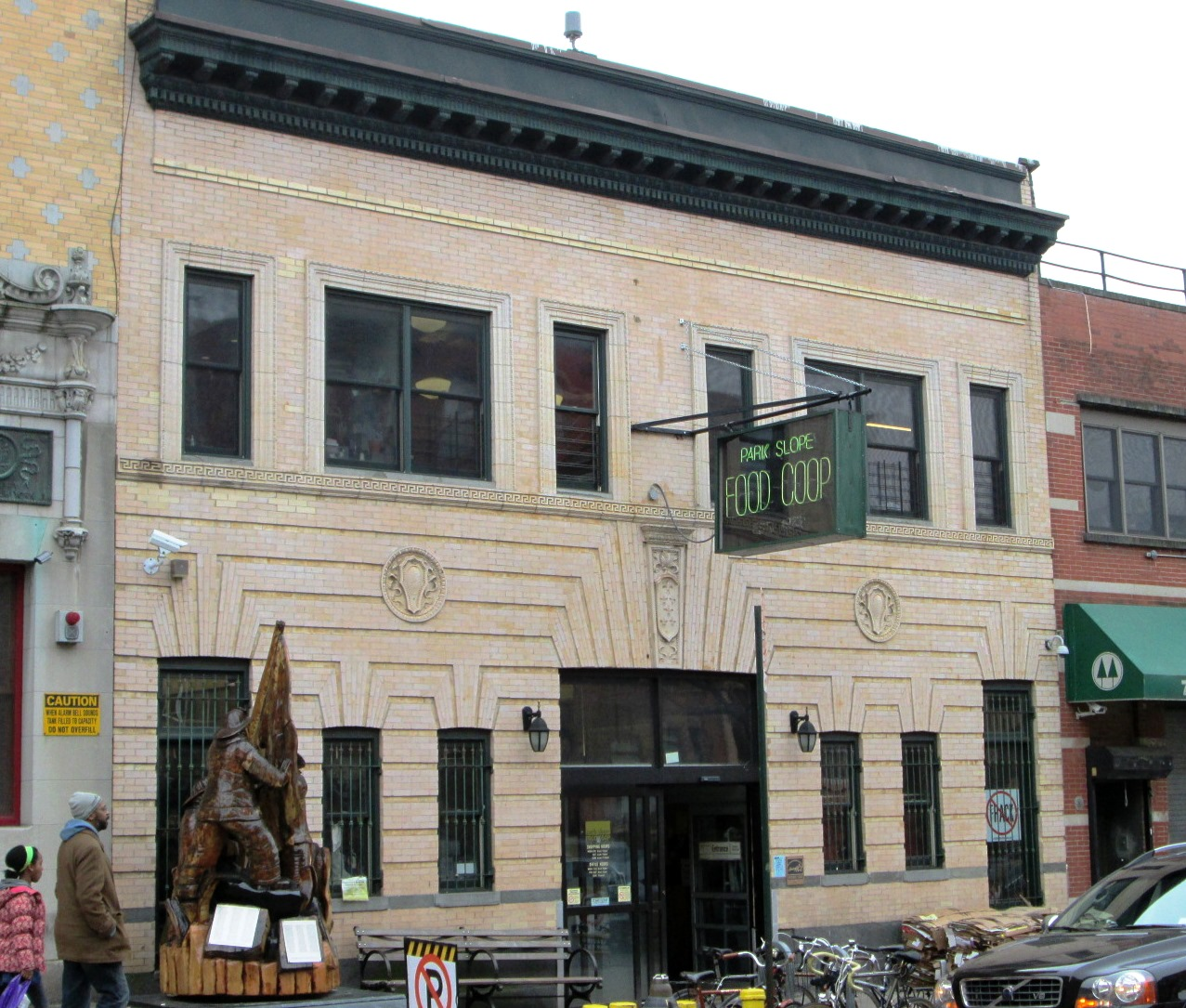
Le bâtiment principal de la Park Slope Food Coop 782 Union Street à New York.

La Park Slope Food Coop (PSFC) est un supermarché coopératif alimentaire situé dans Park Slope, quartier de Brooklyn à New York. Il est l'une des plus anciennes coopératives alimentaires actives aux États-Unis. En tant que coopérative alimentaire, l'un de ses objectifs est d'être un « agent d'achat de ses membres, pas un agent de vente pour toute l'industrie ». Ceux qui ne sont pas des adhérents de la coopérative peuvent visiter le magasin, mais ne peuvent pas y faire d'achats. 
La Coopérative compte aujourd'hui environ 16 000 membres. En 2010, elle a réalisé un chiffre d'affaires de 39,4 millions de dollars. Chaque membre adulte de la PSFC s'engage à y travailler bénévolement 2 heures et 45 minutes toutes les 4 semaines et ne peut vivre en ménage avec un non-membre de la coopérative. En échange de ces engagements, il peut faire ses courses à la coopérative. 
Le magasin vend une grande variété d'aliments et produits ménagers, généralement respectueux de l'environnement et pour un tarif inférieur à ceux des supermarchés de la grande distribution. La Coopérative achète à un bon prix aux fermiers fournisseurs puis pratique une marge à la revente de seulement de 21 % contre 26 à 100 % dans un supermarché classique. Ces prix bas sont rendus possibles grâce au travail bénévole fourni par les membres. L'abondance de main d’œuvre bénévole a fait naître des emplois de confort, tels que des accompagnateurs d'acheteurs jusqu'à leur voiture ou arrêt de transports en commun, ramenant à leur place leur chariot vide. 
La PSFC édite un journal baptisée ironiquement Linewaiter's Gazette (La Gazette des queues), du fait des files d'attentes importantes aux caisses. 
Le statut légal de la PSFC est celui d'une société coopérative régie par la loi de l’État de New York.

## Direction et gestion

### Conseil d'administration
La PSFC est une société coopérative constituée en vertu des lois de l'État de New York. Il est géré par un conseil d'administration composé de cinq membres élus par les adhérents de la coopérative pour des mandats échelonnés de trois ans et choisis parmi eux. Le plus ancien coordinateur général présent à la réunion (habituellement Joe Holtz) sert en tant que membre votant ex officio.

### Assemblée générale
Le Conseil d'administration se réunit chaque mois pour entendre l'avis des membres réunis en Assemblée générale, et faire approuver ses décisions qui sont généralement approuvées. L'ordre du jour de l'Assemblée générale est fixé par un Comité chargé de l'ordre du jour (Agenda Committee), et la réunion elle-même est gérée par le président du Comité. Sa présidence tournante fait que ses membres occupe ce poste à tour de rôle au service de l'Assemblée générale.

### Coordinateurs généraux
Le fonctionnement au jour le jour de la PSFC est géré par des salariés appelés coordinateurs. Les coordinateurs des hauts grades, appelés coordinateurs généraux, sont embauchés par l'Assemblée générale et approuvés par le Conseil d'administration.

## L'action politique et l'environnement
La coopérative a une longue tradition d'action politique. À l'époque de l'apartheid elle refusait de vendre des produits originaires d'Afrique du Sud. Durant la période de la dictature de Pinochet au Chili, elle a cessé de vendre du raisin chilien. Elle a cessé de vendre les produits de la marque Nestlé en raison de la campagne de cette société pour promouvoir ses préparations pour nourrissons à la place de l'allaitement maternel.

### Organisation de boycotts
Les boycotts décidés par la PSFC doivent être approuvés à nouveau chaque année, sinon ils cessent après un an. Depuis 2004, la PSFC boycotte les produits de la société Coca-Cola y compris les marques Minute Maid et Odwalla pour protester contre ses pratiques d'exploitation des ressources naturelles dans les pays du tiers-monde et les conditions de travail dans cette entreprise. Depuis 2010, le PSFC boycotte la marque Flaum Appetizing Products en raison de ses violations du droit du travail. Flaum est un producteur casher local connu pour son houmous vendu sous l'étiquette Mike & Joe.

### Eau en bouteilles et sacs en plastique
En 2008, l'Assemblée générale de la PSFC a décidé que la coopérative cesserait la vente d'eau en bouteilles et la fourniture des sacs en plastique à la caisse.

### L'utilisation par Barneys du terme «coop»
En 2010, en réponse à une annonce faite par le détaillant de vêtements pour hommes Barneys New York qu'il ouvrirait un magasin à Brooklyn appelé Barneys Coop, l'Assemblée générale de la PSFC a envisagé de prendre des mesures à la lumière de violation apparente de la règlementation des sociétés coopératives de New York, qui limite l'utilisation du terme « coopération » aux seules entreprises coopératives. Les coordinateurs généraux ont informé le Procureur général de l'État de New York de l'infraction et a présenté à l'Assemblée générale de juillet 2010 de la PSFC un projet pour entamer une procédure en justice. Cette proposition a été rejetée en raison des coûts prévus . Une proposition plus limitée a été approuvé par l'Assemblée générale d'août 2010 mais plus tard annulé pour des raisons de procédure.

### Boycott proposé des produits fabriqués en Israël
En 2009, le Jewish Daily Forward a indiqué à tort que la coopérative interdisait ou envisageait d'interdire la vente des produits israéliens dans ses rayons pour protester contre l'offensive militaire israélienne à Gaza de 2009. En réalité, une telle proposition n'avait pas été mise à l'ordre du jour de l'Assemblée générale du PSFC. Ce propos était basé sur deux lettres publiées dans le numéro du 12 février 2009 du journal de la PSFC Linewaiter's Gazette (La Gazette des queues). La Gazette publie les contributions de membres de la PSFC sans engager pour autant l'orientation prise par la coopérative. 
Pendant trois ans, les membres de la coopérative ont exprimé leurs avis dans la Gazette au sujet d'un boycott potentiel d'Israël, et le 26 juillet 2011, l'Assemblée générale a examiné sans donner de suite la proposition de la tenue d'un référendum des membres de la PSFC pour choisir de rejoindre le mouvement Boycott, Divestment and Sanctions. Le 27 mars 2012 l'Assemblée générale de la PSFC a eu lieu au Brooklyn Technical High School en raison d'une participation sans précédent de près de 1 700 membres (onze fois plus que d'habitude). Après une discussion animée elle a rejeté une proposition visant à organiser un tel référendum.

## Histoire

### Origines
La PSFC a été fondée en 1973. La Coopérative commence par sous-louer son local au Centre communautaire Mongoose. En 1977, le Centre communautaire Mongoose disparaît et la Coopérative commence alors à louer directement son local au propriétaire.

### Espace permanent
En 1978, la Coopérative a commencé à louer un local 782 Union Street avec une option d'achat à l'expiration d'un bail de deux ans. S'attendant à acheter, la Coopérative a terminé des travaux de rénovation en 1979 et a acheté le bâtiment en 1980. 
Cet achat a été suivi en 1988 et 1999 par l'achat des deux bâtiments immédiatement à l'ouest, avec des travaux de rénovation réalisés respectivement en 1991 et 2001.
À présent la PSFC ne peut plus s'agrandir, car ses bâtiments sont pris entre ceux d'une caserne de pompiers et d'une école catholique.

### Remboursement de l'hypothèque
En décembre 2009, la Coopérative a payé le reste 707 000 $ sur l'hypothèque pour les trois bâtiments. Ce pré-paiement a été effectué sans pénalités, selon le titulaire de l'hypothèque, la National Cooperative Bank, l'assistance nécessaire après la crise bancaire de 2008-2009.

## Projets inspirés par l'exemple new-yorkais
De nombreux projets ont été développés dans le monde à partir de l'exemple new-yorkais, voir :

## Critiques
L'obligation pour les membres de la PSFC de fournir un travail bénévole a suscité des critiques,. Le New York Times a rapporté des allégations selon lesquelles certains membres demandaient à leurs nounous de faire ce travail à leur place.

## Source
- Les matériaux à la base de cet article proviennent de la traduction de l'article Park Slope Food Coop de la Wikipédia en anglais.